# Comune distrettuale di Šilalė
Il comune distrettuale di Šilalė è uno dei 60 comuni della Lituania, situato nella regione della Samogizia.